# Lechuza

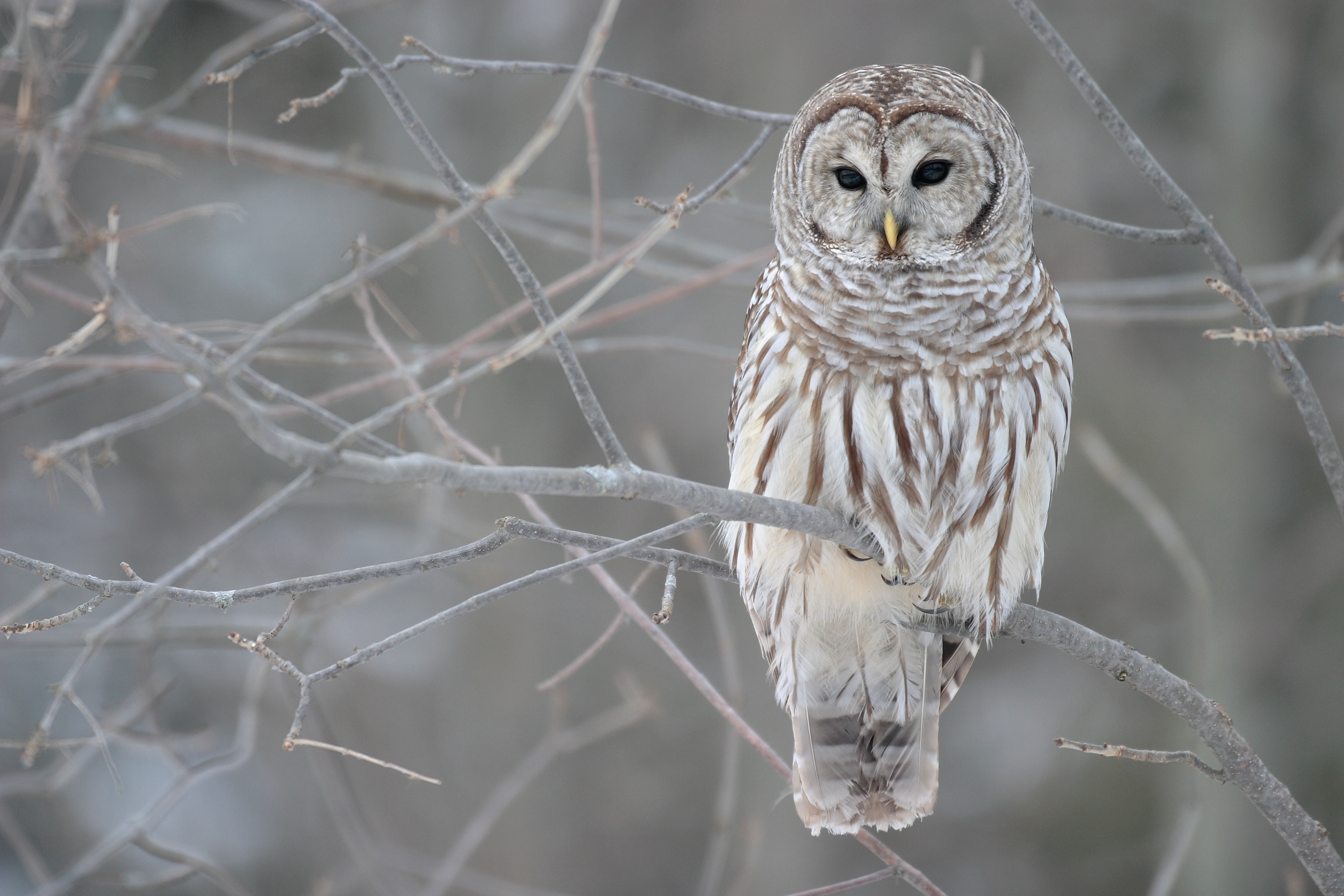
El cárabo norteamericano (Strix varia) es una lechuza de gran tamaño. Su hábitat se extiende por los bosques de Canadá, Estados Unidos, México y Centroamérica.

El término lechuza es el nombre común de varias aves del orden de las estrigiformes o rapaces nocturnas. Habitualmente designa especies que, a diferencia de los búhos, no tienen plumas alzadas que parecen orejas.
El Diccionario de la lengua española describe como lechuza una especie que claramente es Tyto alba, la lechuza de los campanarios. Sin embargo, considera que algunas aves de la familia Strigidae son parecidas a la lechuza, por ejemplo en los lemas «autillo» (Otus scops), «nuco» (Asio flammeus), o «pequén» (Athene cunicularia).

## Especies

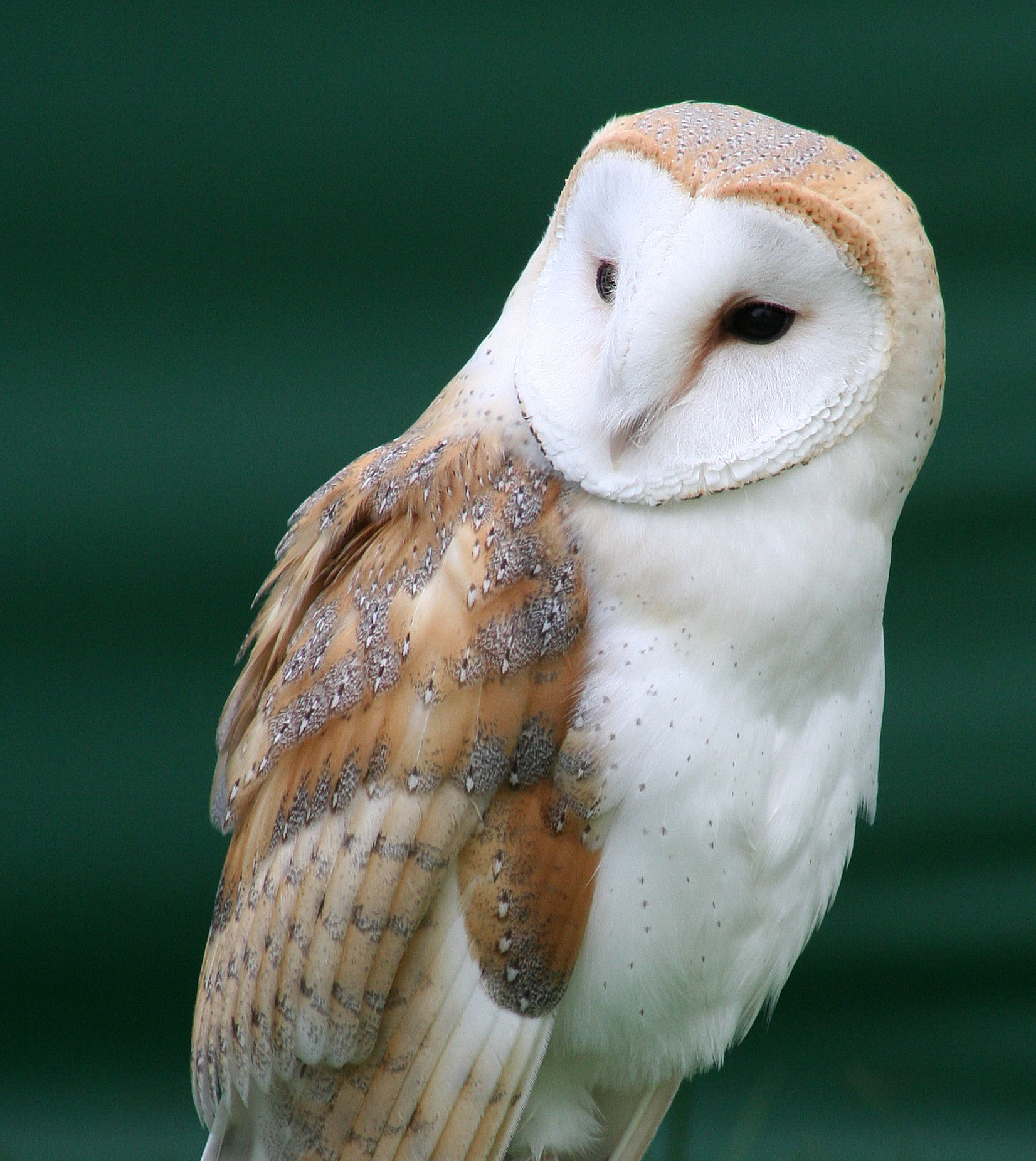
Tyto alba.

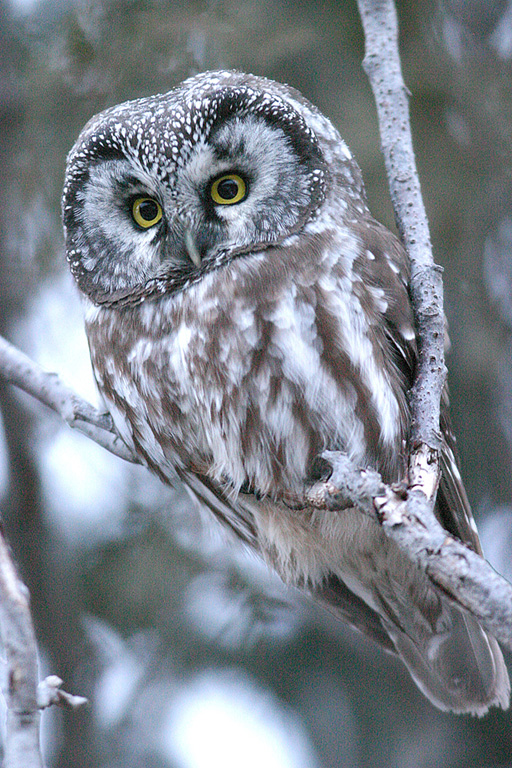
Aegolius funereus.

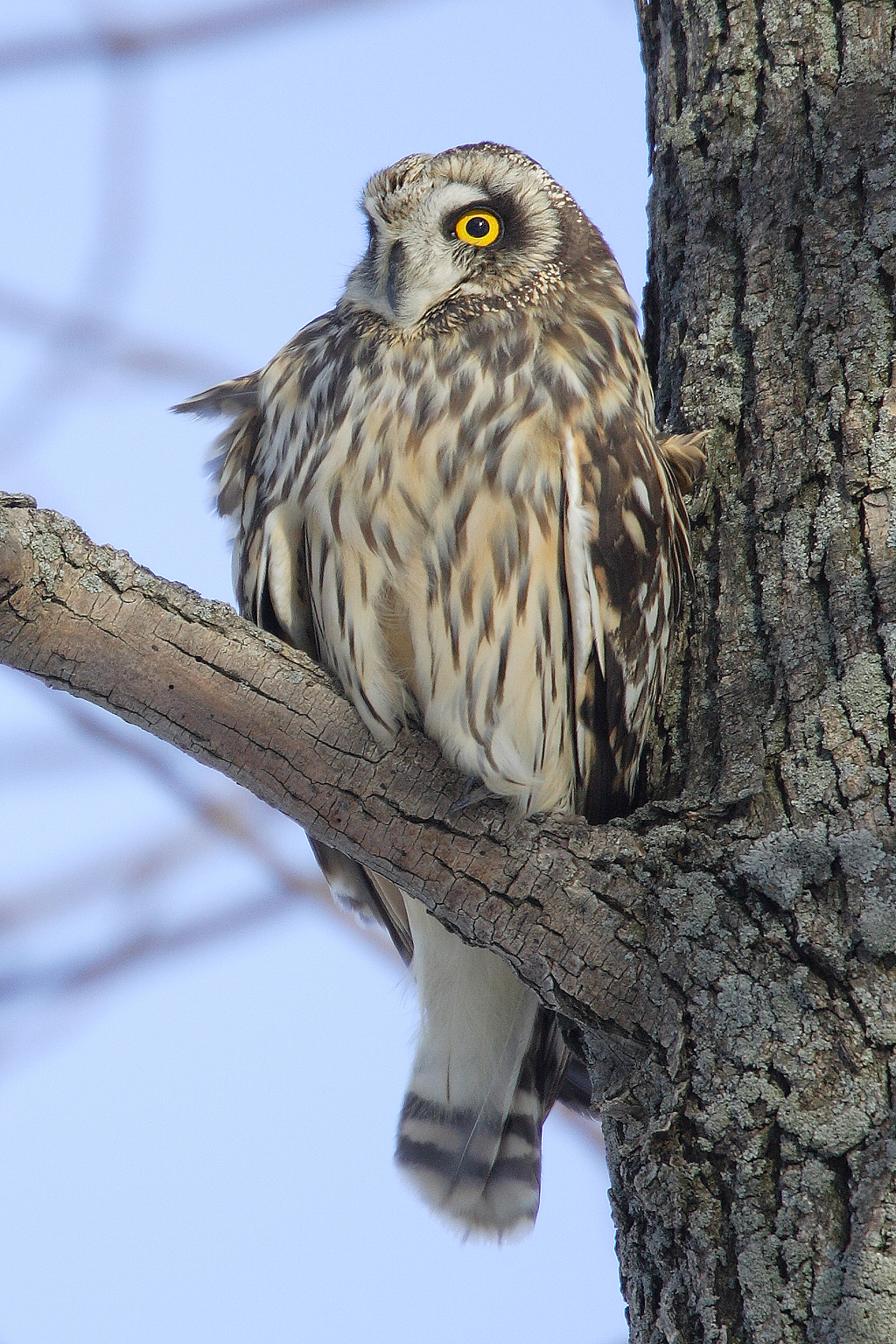
Asio flammeus.

Las siguientes especies de aves se denominan habitualmente «lechuzas»:
- Todos los miembros de la familia Tytonidae,[6] en particular las lechuzas en común.[7] (Tyto alba).

- Algunos miembros de la familia Strigidae, particularmente si no tienen mechones de plumas sobre los oídos.
- Los cuatro miembros del género Aegolius.
- Algunos miembros del género Asio.
  - Búho campestre (Asio flammeus), llamado también lechuza campestre,[8] porque tiene los mechones de la parte superior de la cabeza muy pequeños y normalmente ocultos.
  - Búho moro (Asio capensis), llamado también lechuza mora.[8]
- Algunos miembros del género Strix.
  - Strix chacoensis, lechuza bataraza chaqueña.[7]
  - Strix (Ciccaba) huhula, lechuza negra.[9][7]
  - Strix rufipes, lechuza bataraz[9] o lechuza bataraz austral.[7]
  - Strix (Ciccaba) virgata, lechuza estriada,[7][9][10] lechuza de cola larga,[10] lechuza café[10] o lechuza colilarga.[10]
- Jubula lettii, lechuza melenuda,[11] única especie del género Jubula.

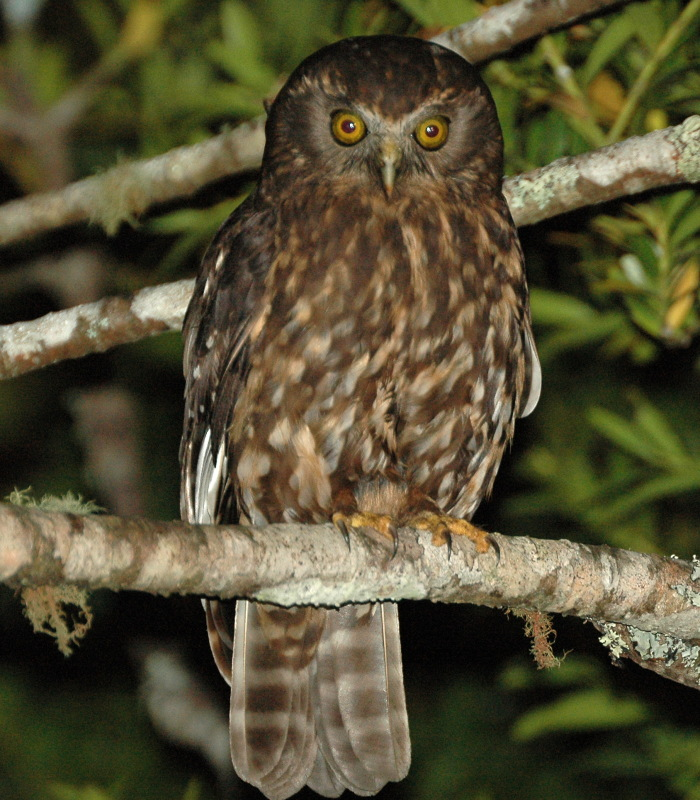
Ninox novaeseelandiae.

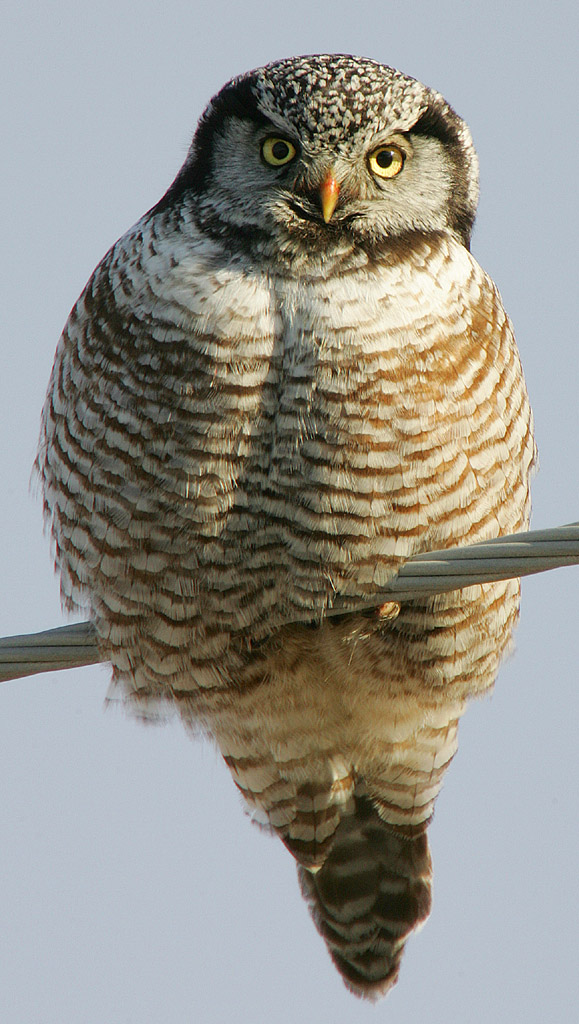
Surnia ulula.

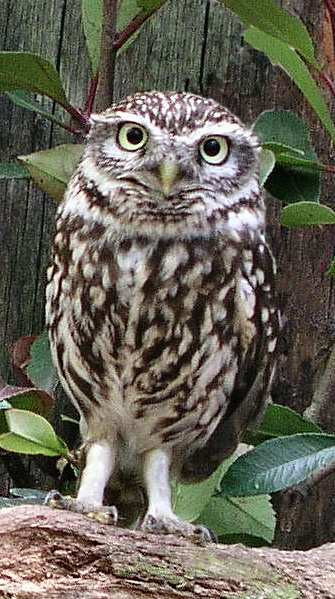
Athene noctua.

- Lophostrix cristata, lechuza crestada[12] o lechuza copetona[12] única especie del género Lophostrix.
- Género Ninox, lechuzas gavilanas.[13]
- Surnia ulula, lechuza gavilana.[14]
- Athene noctua, el ave de la diosa Atenea. Esta especie en España se denomina mochuelo, pero se ha usado el nombre “lechuza” a veces por confusión con Tyto alba[15] y otras con conciencia de que es una especie separada.[16][17]

## Comportamiento
Tienen un sonido chirriante muy singular entre las llamadas de otros tipos de búhos. Los machos son muy territoriales y lucharán para que los demás no traten de llegar a sus zonas.
Son solitarios, a excepción de cuando están buscando compañero. Esto puede comenzar a ocurrir en la parte posterior del invierno.

## Alimentación
Los ratones y los insectos parecen ser el tipo más común de fuente de alimento para la lechuza. También consumen gran cantidad de murciélagos y lagartijas, además de pequeños insectos, también arañas, gusanos y cucarachas. Pueden pasar muchas horas cada noche en busca de comida y consumiéndola.

## Reproducción
La lechuza puede poner de cinco a siete huevos por vez. Pondrá uno o dos inicialmente, esperará unos días, y luego pondrá el resto, esto permite que los huevos eclosionen en diferentes intervalos. El macho irá a buscar comida mientras la hembra se queda para cuidar de los huevos. El período de incubación es de aproximadamente veintiséis días.
Los jóvenes más grandes conseguirán la mayoría de los alimentos de los padres. La supervivencia del más apto es el camino de la naturaleza en estos búhos, especialmente con un mayor número de jóvenes por vez. Aproximadamente, a las seis semanas de edad, los jóvenes búhos están listos para dejar el nido y cuidar de sí mismos.
Las hembras son muy protectoras de sus crías. Es frecuente que las madres pierdan sus propias vidas en los esfuerzos para proteger a los jóvenes de los depredadores. Pelearán con depredadores varias veces su tamaño si fuera necesario.

## Lechuzas en la ficción

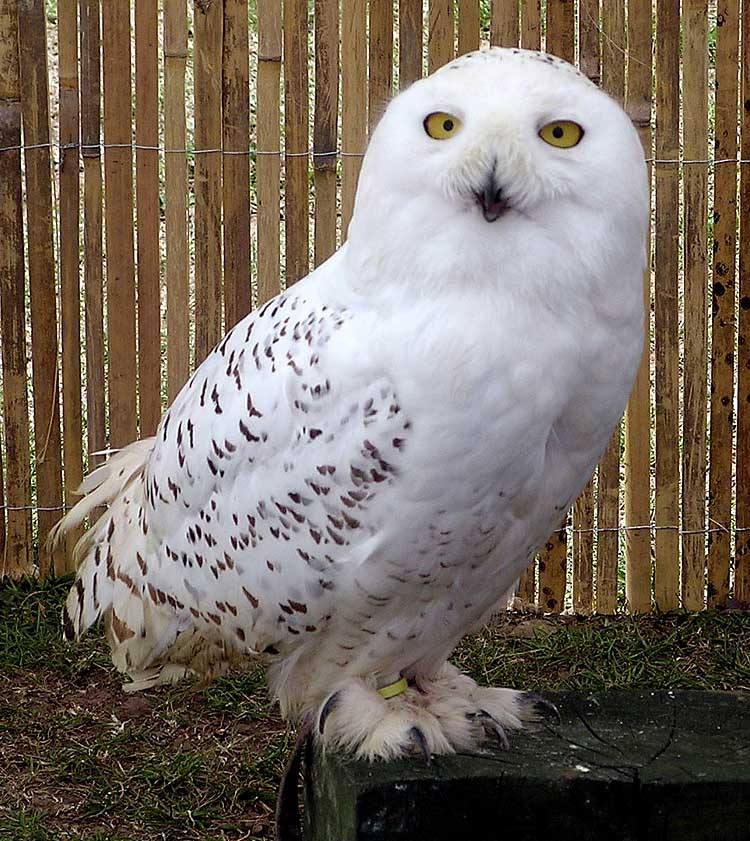
Bubo scandiacus.

Hedwig, la lechuza de los libros y películas de Harry Potter, pertenece a la especie Bubo scandiacus, conocida habitualmente como búho nival y también —según la traducción al español del sitio oficial de J. K. Rowling— como lechuza blanca o lechuza fantasma.
El término "lechuza" aparece también en el título de varias obras de ficción.
- El día de la lechuza es un libro del escritor italiano Leonardo Sciascia.
- El grito de la lechuza es el nombre de dos obras relacionadas: un libro de la escritora estadounidense Patricia Highsmith; y una película del director francés Claude Chabrol, basada en el libro anterior, pero situada en Vichy en lugar de Pensilvania.
- Lechuza es el nombre de un álbum de la banda punk pop Fenix*TX.
- Los personajes de la película Ga'hoole: La Leyenda de los Guardianes (basada en una serie de libros con el mismo nombre), son Lechuzas
- En la serie web Helluva Boss, el personaje Stolas es un Pájaro Demonio, concretamente una lechuza.